# Antoine Abel
Antoine Abel (Anse Boileau, 27 novembre 1934 – Mahé, 19 ottobre 2004) è stato uno scrittore seychellese.
È considerato il padre della letteratura delle Seychelles.
Dal 1955 ha potuto completare i suoi studi superiori in Svizzera, dove è rimasto quattro anni ed in seguito nel Regno Unito, presso l'Università di Reading. Sua figlia è Caroline, governatrice della banca centrale delle Seychelles.
Alla sua memoria nel 2007 è stato istituito il Pri Antoine Abel riservato ad opere in creolo delle Seychelles.

## Opere
- Coco sec (1969)
- Paille en queue  (1969)
- Une tortue se rappelle (1977)
- Contes et poémes des Seychelles (1977)